# USAS-12
L’USAS-12 è un fucile a canna liscia da combattimento automatico prodotto dalla società sudcoreana Daewoo Precision Industries. è stato sviluppato nel 1980 ed è in produzione dal 1990.

## Tecnica
L'USAS-12 ha un funzionamento a recupero a gas e la modalità di fuoco può essere impostata manualmente, (semi-automatico, automatico). È simile all'M16 ed è stato appositamente progettato per il combattimento ravvicinato. Utilizza caricatori a scatola da 10 cartucce o a tamburo da 20 cartucce. La parte posteriore del caricatore a tamburo è in polimero trasparente, in modo da poter verificare velocemente quanti colpi sono ancora disponibili.

## Storia
L'USAS-12 si basa sulla Atchisson Assault Shotgun, che è stato sviluppato ideato da Maxwell Atchisson. È stato ulteriormente sviluppato da John Trevor Jr., e nel 1989 doveva essere effettivamente prodotto da Gilbert Equipment Co. (USA). Dal momento che questa società non aveva le conoscenze tecniche sufficienti per costruire armi, si doveva cercare un altro produttore. L'unico produttore che accettò di produrre queste armi, fu la Daewoo Precision Industries. Nei primi anni ‘90 iniziò la produzione di massa di questa arma. Circa 30000 pezzi venduti, soprattutto in Asia e in varie forze armate. Allo stesso tempo, la Gilbert Equipment Co. ha iniziato a commercializzare una versione semiautomatica sul mercato statunitense.

## L'USAS-12 nella cultura di massa
- In ambito videoludico, l'USAS-12 compare nei videogiochi Syphon Filter, Far Cry 2, Battlefield Bad Company 2, Battlefield 3, Battlefield 4, Battlefield Play 4 Free, Call of Duty: Modern Warfare 3, Parasite Eve 2, surviv.io e The Punisher (dove viene denominato Automatic Shotgun).socom:confrontation [2]